# Cosmología del agujero negro
Una cosmología de agujero negro (también llamada cosmología de Schwarzschild o modelo cosmológico de agujero negro ) es un modelo cosmológico en el que el universo observable es el interior de un agujero negro . Estos modelos fueron propuestos originalmente por el físico teórico Raj Pathria, y simultáneamente por el matemático IJ Good.
Cualquier modelo de este tipo requiere que el radio de Hubble del universo observable sea igual a su radio de Schwarzschild, es decir, el producto de su masa y la constante de proporcionalidad de Schwarzschild . De hecho, se sabe que esto es casi así; Sin embargo, al menos un cosmólogo considera que esta estrecha coincidencia es una coincidencia.
En la versión propuesta originalmente por Pathria y Good, y estudiada más recientemente por, entre otros, Nikodem Popławski,  el universo observable es el interior de un agujero negro que existe como uno de los posiblemente muchos dentro de un universo padre más grande, o multiverso.
Según la relatividad general, el colapso gravitacional de una masa suficientemente compacta forma un agujero negro de Schwarzschild singular. Sin embargo, en la teoría de la gravedad de Einstein-Cartan -Sciama-Kibble, forma un puente o agujero de gusano regular de Einstein-Rosen. Los agujeros de gusano de Schwarzschild y los agujeros negros de Schwarzschild son soluciones matemáticas diferentes de la relatividad general y la teoría de Einstein-Cartan. Sin embargo, para los observadores, el exterior de ambas soluciones con la misma masa es indistinguible. La teoría de Einstein-Cartan extiende la relatividad general eliminando una restricción de la simetría de la conexión afín y considerando su parte antisimétrica, el tensor de torsión, como una variable dinámica. La torsión explica naturalmente el momento angular intrínseco (espín) de la materia, de mecánica cuántica. El acoplamiento mínimo entre la torsión y los espinores de Dirac genera una interacción repulsiva espín-espín que es significativa en materia fermiónica a densidades extremadamente altas. Tal interacción impide la formación de una singularidad gravitacional . En cambio, la materia que colapsa alcanza una densidad enorme pero finita y rebota, formando el otro lado de un puente Einstein-Rosen, que crece como un nuevo universo.  En consecuencia, el Big Bang fue un Big Rebote no singular en el que el universo tenía un factor de escala mínimo y finito.  O bien, el Big Bang fue un agujero blanco supermasivo que fue el resultado de un agujero negro supermasivo en el corazón de una galaxia en nuestro universo padre.